# Mikael Timm
Mikael Timm, född 8 augusti 1950, är en svensk kulturjournalist och författare.
Mikael Timm har varit anställd på Sveriges Radios kulturredaktion och har skrivit böcker och dramatik. Han blev uppmärksammad för sin biografi över Evert Taube och senare för Lusten och dämonerna, en biografi över Ingmar Bergman. År 2012 skrev och regisserade han två dokumentärfilmer om Lennart Nilsson för SVT, En fotograf blir till. År 2017 skrev och regisserade han pjäsen A Night in Kansas City för den tyska jazzgruppen Blue Sheep. Samma år kom en essä om arkitektur med fotografier av Bruno Ehrs.